# ストライク!
『ストライク!』（英称:STRIKE!）は、中京テレビで2018年（平成30年）4月2日から2023年（令和5年）3月30日まで放送されていた昼のローカルニュース・情報番組である。

## 概要
「地域の皆さんの心の真ん中へ、ズバっとストライクを投げたい」と、当番組が開始された。コンセプトは「気楽なお昼の情報番組」。前番組までは報道番組枠であったが、プロデューサー・今村恵子の「視聴者へ、より分かりやすく伝えたい」という思いから、当番組は「報道を扱う情報番組」として改変された。
メインMCの佐藤啓と神ひろしは共に番組開始当初55歳で、佐藤にとっては7年ぶりのレギュラー出演となる。中京テレビのEPGによる当番組の説明は、「55歳のおじさんアナ佐藤＆神が、その日“視聴者が一番気になる”ことを独自の視点でわかりやすくとことん紹介する昼の情報番組」となっている。タイトルコールは佐藤と神が担当し、番組CMのナレーションは大森拓哉が務めている。
公式サイト内では、スタッフが番組の情報等を伝える「きょうのどストライク!」、番組終了後のキャスターによるトーク「オフトーク」がそれぞれ不定期で配信されている。また、ボイスメディア「Voicy」では「中京テレビ神&啓のどストライク!」としてオフトークの音声を配信している。
2023年3月30日の放送をもって終了。後番組として、同年4月3日より『ストレイトニュース』の放送を開始した。中京テレビにおいて、平日昼のニュース番組が日本テレビと同様のタイトルとなるのは、2017年1月6日に終了した『NNNストレイトニュース』以来6年3か月ぶりとなる。

## 放送時間
| 放送期間                     | 放送日時                                   | 放送局     | 対象地域   | 備考                                                                                  |
| ---------------------------- | ------------------------------------------ | ---------- | ---------- | ------------------------------------------------------------------------------------- |
| 2018年4月2日 -2020年12月25日 | 月 - 木 11:25 - 11:55 金曜日 11:30 - 11:55 | 中京テレビ | 中京広域圏 | 制作局 11:30 - 11:40は日テレNEWS24（CS）制作『NNNストレイトニュース』（平日版）を放送 |
| 2021年1月4日 -               | 月 - 木 11:25 - 11:55                      |            |            |                                                                                       |

## 出演者
出演時点で全員、中京テレビアナウンサー。出演時期が明記されていない者は、放送開始日より出演。

### 現在の出演者

#### MC
- 佐藤啓-2018年4月2日から出演。2020年10月1日から神と日替わりで担当。
- 平山雅 -2021年10月4日から月曜日、水曜日担当。2020年3月30日－12月21日迄は月曜日担当、2021年1月5日-9月28日迄は火曜日担当。
- 阿部芳美 - 2021年10月5日から火曜日・木曜日担当。2020年4月－2020年12月までは木曜日・金曜日担当、2021年1月-9月までは木曜日担当。

#### 不定期出演
- 田村浩平
- 岡田健太郎
- 上山元気
- 前田麻衣子
- 鈴木康一郎
- 望月杏夏

### 過去の出演者
| 期間      | 期間       | 男性            | 女性       | 女性       | 女性       | 女性       | 女性         |
| 期間      | 期間       | 男性            | 月曜       | 火曜       | 水曜       | 木曜       | 金曜         |
| --------- | ---------- | --------------- | ---------- | ---------- | ---------- | ---------- | ------------ |
| 2018.4.2  | 2018.10.31 | 佐藤啓 神ひろし | 磯貝初奈   | 磯貝初奈   | 磯貝初奈   | 磯貝初奈   | 磯貝初奈     |
| 2018.11.1 | 2020.3.27  | 佐藤啓 神ひろし | 前田麻衣子 | 前田麻衣子 | 前田麻衣子 | 前田麻衣子 | 前田麻衣子   |
| 2020.3.30 | 2020.12.25 | 佐藤啓 神ひろし | 平山雅     | 稲村沙綾   | 稲村沙綾   | 阿部芳美   | 阿部芳美     |
| 2021.1.4  | 2021.9.30  | 佐藤啓 神ひろし | 稲村沙綾   | 平山雅     | 稲村沙綾   | 阿部芳美   | （放送なし） |
| 2021.10.4 | 2023.2.23  | 佐藤啓 神ひろし | 平山雅     | 阿部芳美   | 平山雅     | 阿部芳美   | （放送なし） |
| 2023.2.27 | 2023.3.30  | 佐藤啓          | 平山雅     | 阿部芳美   | 平山雅     | 阿部芳美   | （放送なし） |

## 放送内容

### 主なコーナー
オープニング
オープニングタイトルが流れ、スタジオのカメラに切り替わり佐藤・神が立った状態で「こんにちは」と挨拶する。その後、軽いトークをして次のコーナーに移る。
はじめ&じんのズバッとストライク!
佐藤と神がその日の朝刊から気になる記事をピックアップし、独自目線で伝える。佐藤が選んだ記事を「はじめの目」、神が選んだ記事を「神の手」として紹介。
全国のニュース
日テレNEWS24（CS）から『NNNストレイトニュース（平日版）』を放送。
はなちゃんのストライク天気
気象予報士の資格を保有する磯貝が中京テレビ本社前から天気情報を伝える。また、磯貝が注目した天気のポイントを天気の花「きょうのはなはな」と題して紹介する。さらに、磯貝がMCの2人へ天気にまつわるクイズを出題することもある。2018年6月7日からは季節の花を紹介する「今週のはな名鑑」が開始。
きょうのストライク!ゾーン
月曜日から水曜日に放送。今話題のあの場所の魅力を伝える。主に、『キャッチ!』内の特集コーナーで過去に放送されたVTRを短く再編集して放送。
ストライク!cooking
木曜日に放送。旬な食材を簡単なアレンジで“美味しい一皿”を作る。前番組『キャッチ!ブランチ』の「ブランチクッキング」を継承したコーナー。2018年10月4日放送分より、公式サイトで動画を配信している。
最新映画情報
金曜日に放送。週末に公開される映画情報を伝える。
これってアリ？ナシ？
読売新聞の人気コーナー発言小町をもとに意見が分かれるテーマについてさまざまな意見を紹介しつつ、最終的にはアリかナシかをジャッチしようというコーナー。視聴者もdボタンの色ボタンで参加できる。（アリは青ボタン、ナシは赤ボタン）
東海地方のニュース
前田（月曜日 - 木曜日）と望月（金曜日）が報道フロアから東海地方のニュースを伝えていた。ニュース後はMCとの掛け合いがあったが、現在はスタジオからMCと女性アナウンサーが伝える。
エンディング
その日の夕方に放送される『キャッチ!』の特集内容を伝え（金曜日はニュース担当との掛け合いが終了後）、CMに入る。CM明け後、10秒程佐藤と神がトークをし、画面下に「また明日（来週）」と表示され終了する。

### 期間限定のコーナー
あなたにどストライク!プレゼントキャンペーン
2018年5月7日より2週間、毎日5万円相当の商品が当たるというもの。11:40までに表示される電話番号に電話を掛けることで、応募が完了する。応募締め切り後にキーワードが発表され、番組からの電話でキーワードを答えたら当選となる（ただし、5コール以内に出なければ次の視聴者に権利が移る）。
磯貝メソッド
2018年8月20日より同年8月29日まで不定期で放送。東京大学を卒業した磯貝が、自身が行なっていた勉強法を紹介する。

## 演出

### オープニング映像
情報カメラからの映像を流し、その上から計7つの「●」「●」「●」に分かれて交互に等間隔で円形に並び、各●の色がランダムで数回変化した後、各色の○の中に「STRIKE!」と表示される（このときの色は、橙・赤・黒の順に帰着）。その後、頂点の「S」を起点として各文字が円の動きで時計回りでスライドして画面奥にフェードアウトし、前に飛び出す。そして、タイトルロゴが形成され、タイトルコールが流れる。金曜日はオープニング映像が流れず、画面右上にタイトルロゴが表示される。

### タイトルロゴ
橙・黒・赤の3色を基調として、「ストライク!」の文字を一画ごとに直線で表現し、色を変えている（「ス」「ラ」「ク」は橙・黒、「ト」「イ」「!」は赤・黒を使用）。「ク」と「!」の間の下には小さく「STRIKE!」とすべて赤色で表記されている。

## スタッフ
- プロデューサー：今村恵子[1]
- 制作協力：CTV MID ENJIN[52]、松本電波家本舗[53]
- 製作著作：中京テレビ